# Cantone di Besançon-3
Il cantone di Besançon-3 è una divisione amministrativa francese dell'arrondissement di Besançon, situato nel dipartimento del Doubs nella regione della Borgogna-Franca Contea.
È stato costituito a seguito della riforma approvata con decreto del 25 febbraio 2014, che ha avuto attuazione dopo le elezioni dipartimentali del 2015.

## Composizione
Comprende parte della città di Besançon e i 4 comuni di:
- Châtillon-le-Duc
- Les Auxons
- Miserey-Salines
- Tallenay